# Salhate Djamalidine
Salhate Djamalidine (sinh ngày 23 tháng 12 năm 1978 tại Nanterre, Pháp) là một vận động viên điền kinh nữ đến từ Comoros.
Cô đã tham gia Thế vận hội Mùa hè 2004 ở Athens, Hy Lạp và hoàn thành lần cuối ở lượt 4 vượt rào 400m nữ.
Cô giữ kỷ lục Comorian trong 400 mét, 800 mét và 400 mét vượt rào.